# اردوگاه پناهندگان

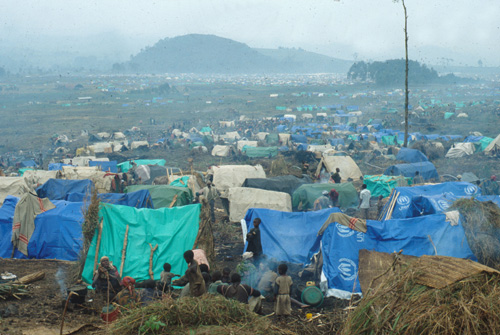
اردوگاه پناهندگان روآندا در کنگو - کینشاسا

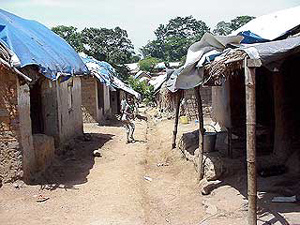
اردوگاه پناهندگان سیرالئون در گینه

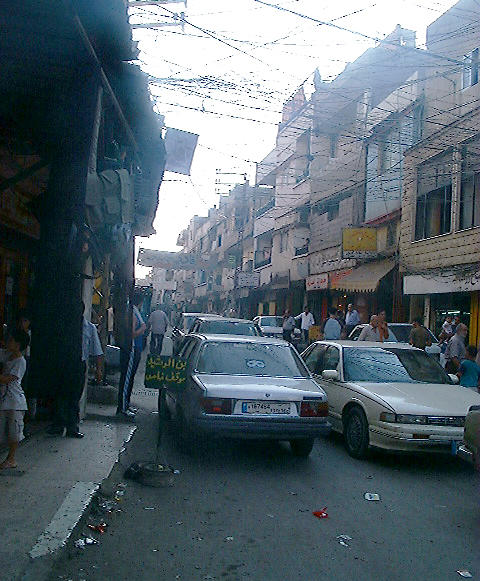
نهرالبارد- اردوگاه فلسطینیان در شمال لبنان ۲۰۰۶

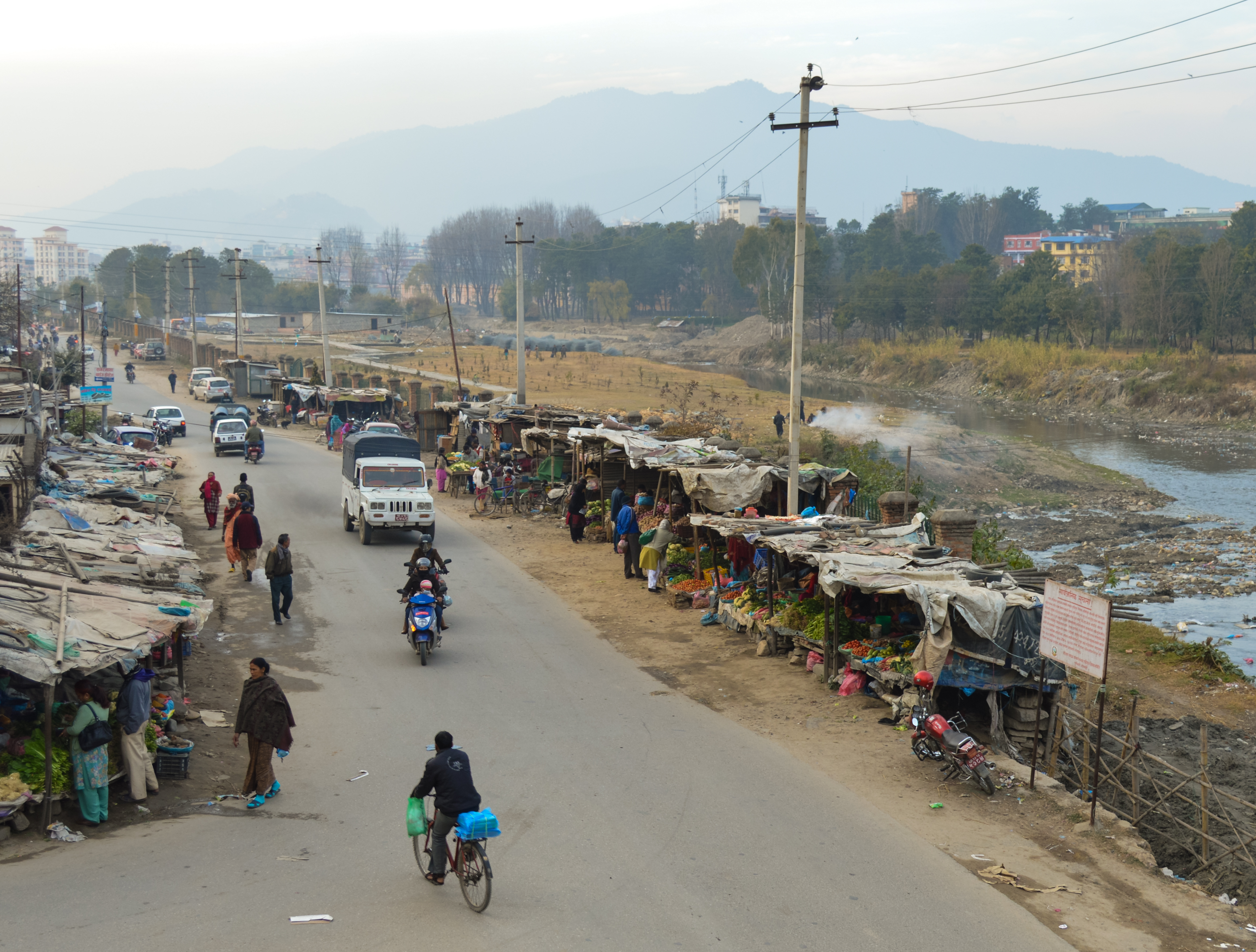
کنار رود باگماتی در نپال - بازار

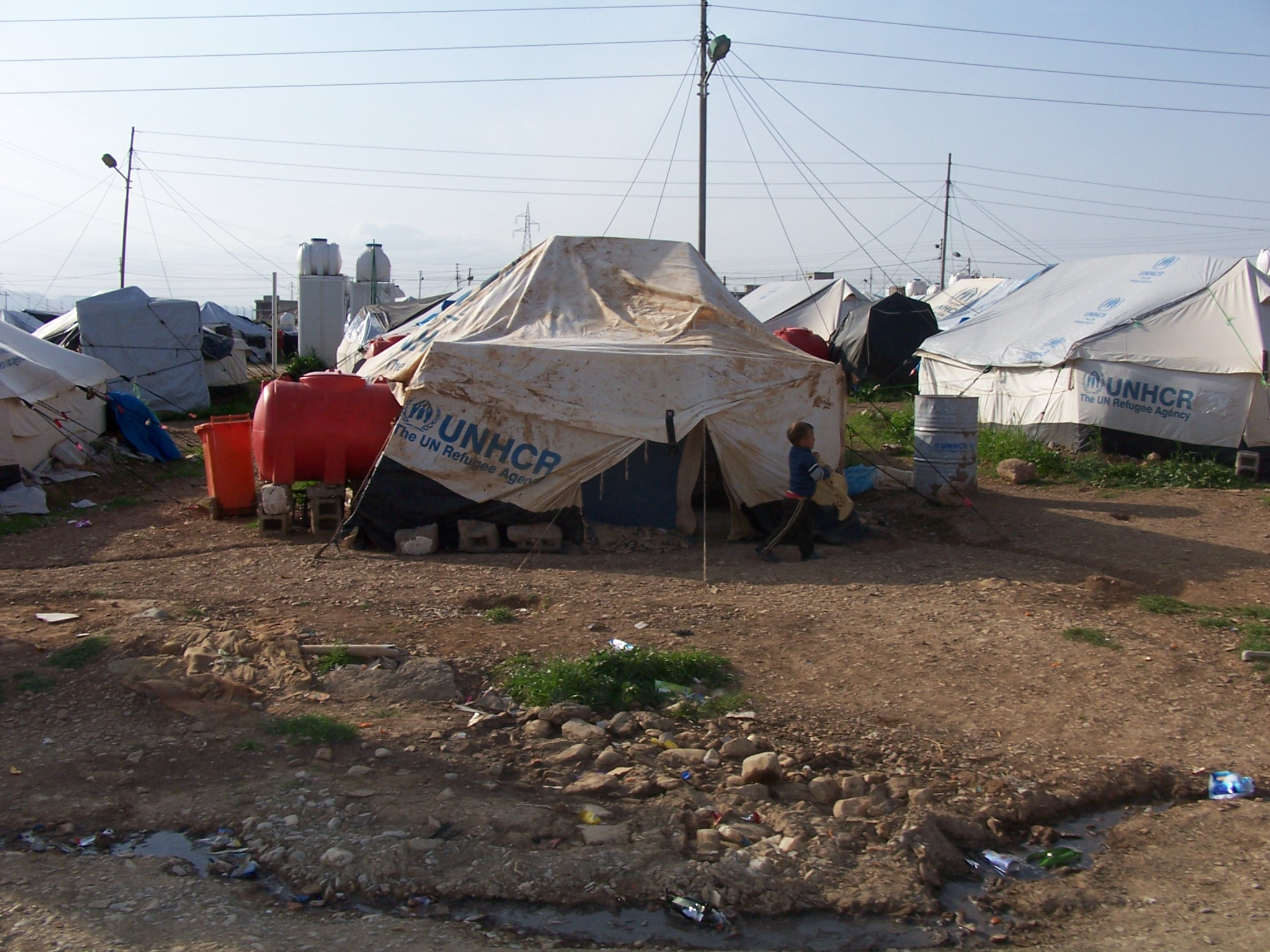
اردوگاه ترانزیت پناهندگان سوری در اربت - عراق

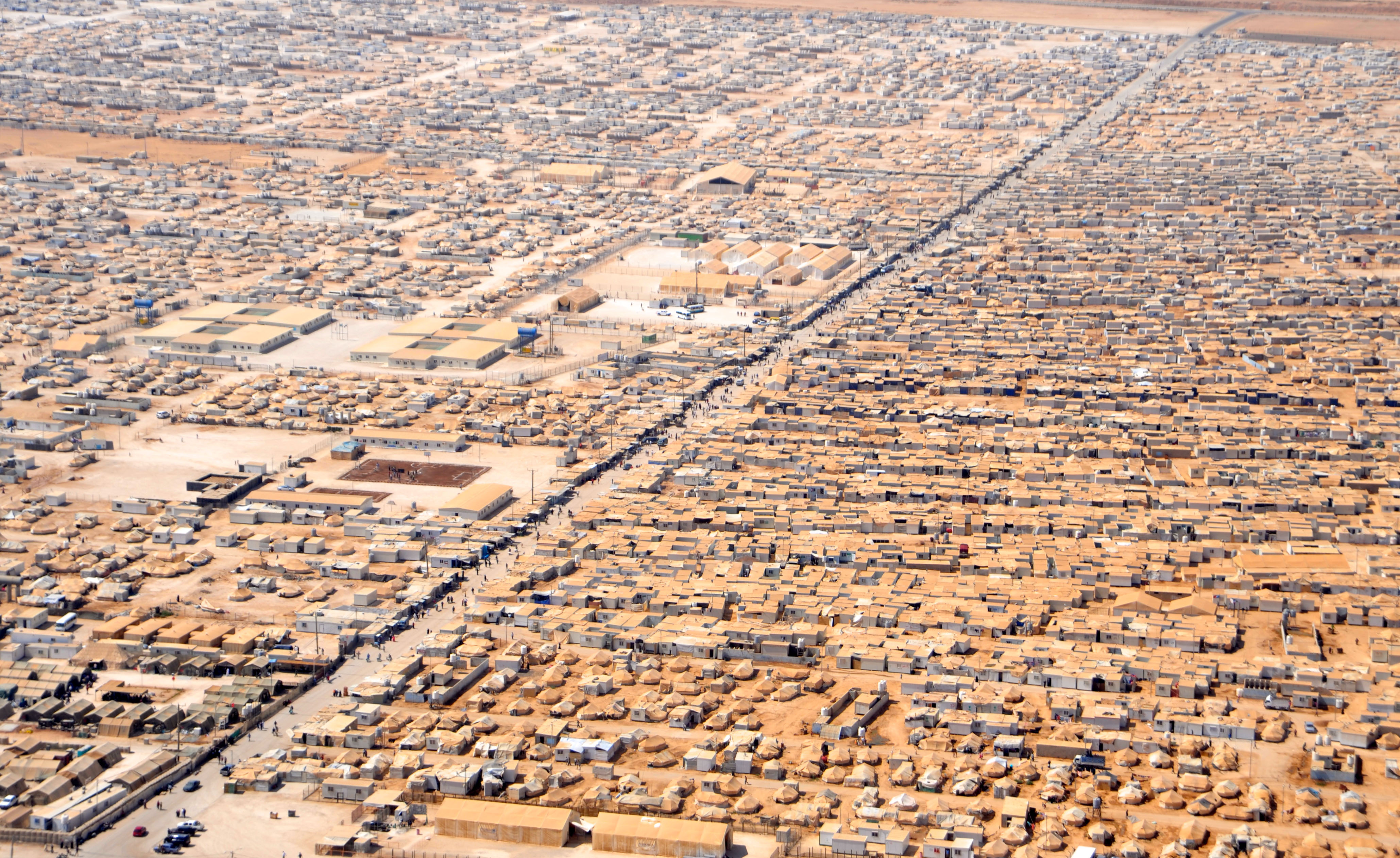
نمای هوایی از اردوگاه زعتری اردن، ۱۸ ژوئیه ۲۰۱۳.

اردوگاه پناهندگان (انگلیسی: Refugee camp) یک زیستگاه انسانی موقت ساخته شده برای پذیرش پناهجو و کسانی است که در چنین وضعیتی به سر می‌برند. اردوگاه‌های پناهندگی معمولاً جای افرادی است که از کشور خود فرار کرده و آواره شده‌اند، با این حال اردوگاه‌های آوارگان داخلی نیز وجود دارد. معمولاً پناهجویان پس از فرار کردن از منازعات جنگ داخلی کشورشان در پی حق پناهندگی هستند، اما بعضی اردوگاه‌ها محل استقرار مهاجرت اقلیمی و اقتصادی است. اردوگاه‌های رایج جمعیتی بالغ بر یک صد هزار پناهنده داشتند. اما در سال ۲۰۱۲ اردوگاه‌هایی با گنجایش متوسط ۱۱٫۴۰۰ نفر اسکان داده شدند. آنها معمولاً توسط یک دولت، سازمان ملل متحد، سازمانهای بین‌المللی (مثل کمیته بین‌المللی صلیب سرخ)، یا سازمان مردم‌نهاد ساخته و اداره می‌شوند. همچنین اردوگاه‌های غیررسمی دیگری از پناهندگان مانند ایدونومی در یونان یا جنگل کاله در فرانسه وجود دارد که به در آن پناهندگان به درجه زیادی از حمایت دولت‌ها یا سازمان‌های بین برخوردار نیستند.
اردوگاه‌های پناهندگان به‌طور کلی بالبداهه با هدف انطباق با هرم سلسله‌مراتب نیازهای مزلو فقط برای مدت کوتاهی ایجاد می‌شوند. اغلب کشورهای میزبان امکاناتی که شکل اردوگاه رابه صورت دائمی درآورد، جلوگیری می‌کنند. اگر از بازگشتن پناهندگان (به موجب جنگ داخلی) جلوگیری نشود، به یک بحران انسانی تبدیل می‌شود یا همین روند ادامه خواهد یافت.
به گفته کمیساریای عالی سازمان ملل برای پناهندگان، اکثریت پناهندگان در سراسر جهان در اردوگاه‌های پناهندگی زندگی نمی‌کنند. در پایان سال ۲۰۱۵، حدود ۶۷ درصد از پناهندگان سراسر جهان به صورت انفرادی و شخصی زندگی می‌کردند. از جمله تعداد زیادی از پناهندگان جنگ داخلی سوریه اقدام به اجاره آپارتمان در مناطق پر جمعیت شهری در خاورمیانه کردند، بر اساس آمار جهانی، بیش از یک چهارم (۲۵٫۴٪) پناهندگان در اردوگاه‌هایی که با برنامه‌ریزی مدیریت می‌شوند ساکن هستند. در پایان سال ۲۰۱۵، حدود ۵۶ درصد از کل پناهندگان در مناطق روستایی و در اردوگاه‌هایی که با برنامه‌ریزی مدیریت می‌شوند اقامت داشتند، ۲ درصد از آنها به صورت انفرادی و شخصی در مناطق شهری بودند، و اکثریت قریب به اتفاق (۹۹ درصد) منزل شخصی داشتند، و ۱ درصد نیز در اردوگاه برنامه‌ریزی شده ساکن بودند. درصد کوچکی از این پناهندگان در مراکز جمعی، مانند اردوگاه‌های ترانزیت و اردوگاه‌های خودشان ساکن بودند.
به رغم این واقعیت که ۷۴ درصد از پناهندگان در مناطق شهری ساکن هستند، شیوه ارائه خدمات آژانس‌های بین‌المللی کمک‌های بشردوستانه همچنان روی ایجاد و برقراری اردوگاه‌های پناهندگان تمرکز دارد.

## امکانات
میانگین مساحت اردوگاه که توسط کمیساریای عالی سازمان ملل برای پناهندگان توصیه می‌شود برای هر فرد ۴۵ متر مکعب از زمین اردوگاه می‌باشد.

## ورود
اکثر تازه‌واردان قریب به ۵۰۰ کیلومتر فاصله را در یک سفر پرمخاطره طی کرده‌اند.

## مسکن و سیستم تخلیه
قطعه‌های مسکونی که به پناهندگان ا اختصاص داده شده‌است (به عنوان مثال برای یک خانواده ۴ تا ۷ نفره ۱۰ تا۱۲ متر می‌باشد) که برخی اوقات سرپناهها ممکن است با مواد محلی که در دسترس می‌باشد توسط خود پناهندگان ساخته شوند.

## سهمیه غذایی
برنامه جهانی غذا (WFP) دو بار در ماه سهمیه غذایی را تأمین می‌کند: به‌طور ایدئال ۲٬۱۰۰ کالری برای هر فرد در روز می‌باشد:
- ۹ اونس (۲۵۵ گرم) دانه حبه (ذرت یا ذرت خوشه ای)
- ۷ اونس (۱۹۸ گرم) دانه غلات (آرد گندم)
- ۱٫۵ قاشق غذا خوری روغن نباتی
- ۱ قاشق چای خوری نمک
- ۳ قاشق غذاخوری حبوبات (لوبیا یا عدس)

## اقتصاد، کار و درآمد
تحقیقات نشان داده‌است که اگر کمک‌های کافی به پناهندگان تأمین شود، انگیزه‌های اشتغال پناهندگان می‌تواند اقتصاد کشورهای میزبان را رونق دهد. کمیساریای عالی پناهندگان سازمان ملل متحد سیاست کمک به پناهندگان را برای کار و تولید، با با بکارگیری مهارت‌های پناهندگان برای تأمین نیازهای خود و نیازهای کشور میزبان استفاده می‌کند.

## ساختار کمپ
بنابر گفته کمیساریای عالی پناهندگان سازمان ملل متحد یک اردوگاه پناهندگان شامل شهرک، بخش، بلوک، جوامع و خانواده‌ها می‌باشد.

## دموکراسی و عدالت
در اردوگاه‌هایی که در آن انتخابات برگزار می‌شود، رهبران پناهندگان منتخب، سخنگوی جامعه برای هم اعضای اجتماع و همچنین سازمانهای کمک رسانی می‌شوند.

## امنیت
امنیت در اردوگاه پناهندگان معمولاً مسئولیت کشور میزبان است و توسط پلیس نظامی یا محلی تأمین می‌شود.

## بهداشت و درمان
اردوگاه‌های پناهندگان به دلیل انبوه پناهنده و کمبود زیرساخت‌ها اغلب غیر بهداشتی هستند، که در نتیجه منجر به بروز بیماری‌های عفونی و بیماری‌های همه گیر می‌شود. پناهندگان بیمار و مجروح در اردوگاه‌ها متکی به ارائه خدمات بهداشتی رایگان در داخل اردوگاه هستند و احتمالاً به خدمات بهداشتی خارج از اردوگاه دسترسی نداشته باشند.

## آزادی گردش
هنگامی که پناهندگان به اردوگاه اعزام می‌شود، معمولاً از آزادی سفر به خارج کشور برخوردار نیستند، اما برای سفر مجبور به کسب مجوز از UNHCR و دولت میزبان می‌باشند.

## پناهندگی و راه حل‌های با دوام
اگر چه اردوگاه‌ها یک راه حل موقت هستند، اما بعضی از آنها مانند اردوگاه فلسطینیان برای دهه‌ها وجود دارد.

## اردوگاه‌های پناهندگان برمبنای کشور و جمعیت
| کشور        | اردوگاه           | ۲۰۱۴    | ۲۰۱۳    | ۲۰۱۲    | ۲۰۱۱    | ۲۰۱۰    | ۲۰۰۹    | ۲۰۰۸    | ۲۰۰۷   | ۲۰۰۶   |
| ----------- | ----------------- | ------- | ------- | ------- | ------- | ------- | ------- | ------- | ------ | ------ |
| چاد         | ام نباک           | ۲۵٬۵۵۳  | ۲۴٬۵۱۳  | ۲۳٬۶۱۱  | ۲۰٬۳۹۵  | ۱۸٬۰۸۷  | ۱۷٬۴۰۲  | ۱۶٬۶۹۶  | ۱۶٬۷۰۱ | ۱۶٬۵۰۴ |
| چاد         | امبکو             | ۱۱٬۸۱۹  | ۱۰٬۷۱۹  | ۱۱٬۲۹۷  | ۱۱٬۶۲۷  | ۱۱٬۱۱۱  | ۱۱٬۶۷۱  | ۱۲٬۰۵۷  | ۱۲٬۰۰۲ | ۱۲٬۰۶۲ |
| کنیا        | داداب             | ۸۸٬۴۸۶  | ۱۰۴٬۵۶۵ | ۱۲۱٬۱۲۷ | ۱۲۲٬۲۱۴ | ۹۳٬۴۷۰  | ۹۳٬۱۷۹  | ۶۵٬۵۸۱  | ۳۹٬۶۲۶ | ۳۹٬۵۲۶ |
| چاد         | دجبال             | ۲۰٬۸۰۹  | ۱۹٬۶۳۵  | ۱۸٬۸۹۰  | ۱۸٬۰۸۳  | ۱۷٬۲۰۰  | ۱۵٬۶۹۳  | ۱۷٬۱۵۳  | ۱۵٬۶۰۲ | ۱۵٬۱۶۲ |
| یمن         | الخراز            | ۱۶٬۵۰۰  | ۱۶٬۸۱۶  | ۱۹٬۰۴۷  | ۱۶٬۹۰۴  | ۱۴٬۱۰۰  | ۱۶٬۴۶۶  | ۱۱٬۳۹۴  | ۹٬۴۹۱  | ۹٬۲۹۸  |
| چاد         | بریجینک           | ۴۱٬۱۴۶  | ۳۹٬۷۹۷  | ۳۷٬۴۹۴  | ۳۵٬۹۳۸  | ۳۴٬۴۶۵  | ۳۲٬۵۵۹  | ۳۲٬۶۶۹  | ۳۰٬۰۷۷ | ۲۸٬۹۳۲ |
| مالاوی      | زالکا             | ۵٬۸۷۴   | ۱۶٬۹۳۵  | ۱۶٬۶۶۴  | ۱۶٬۸۵۳  | ۱۲٬۸۱۹  | ۱۰٬۲۷۵  | ۹٬۴۲۵   | ۸٬۶۹۰  | ۴٬۹۵۰  |
| چاد         | فارچانا           | ۲۷٬۵۴۸  | ۲۶٬۲۹۲  | ۲۴٬۴۱۹  | ۲۳٬۳۲۳  | ۲۱٬۹۸۳  | ۲۰٬۹۱۵  | ۲۱٬۱۸۳  | ۱۹٬۸۱۵ | ۱۸٬۹۴۷ |
| کنیا        | داداب             | ۱۰۶٬۹۶۸ | ۱۱۴٬۷۲۹ | ۱۳۹٬۴۸۳ | ۱۳۷٬۵۲۸ | ۱۰۱٬۵۰۶ | ۸۳٬۵۱۸  | ۹۰٬۴۰۳  | ۷۰٬۴۱۲ | ۵۹٬۱۸۵ |
| سودان       | جببا              | ۶٬۳۰۶   | ۶٬۲۹۵   | ۶٬۲۵۲   | ۵٬۵۷۰   | ۵٬۵۹۲   | ۵٬۶۴۵   | ۵٬۱۲۰   | ۹٬۰۸۱  | ۸٬۹۹۶  |
| چاد         | گوندی             | ۱۲٬۱۳۸  | ۱۱٬۳۴۹  | ۱۱٬۷۱۷  | ۱۰٬۰۰۶  | ۹٬۵۸۶   | ۱۱٬۱۸۴  | ۱۲٬۷۰۰  | ۱۲٬۶۶۴ | ۱۲٬۶۲۴ |
| کنیا        | داداب             | ۸۳٬۷۵۰  | ۹۹٬۷۶۱  | ۹۸٬۲۹۴  | ۱۱۸٬۹۷۲ | ۹۷٬۶۱۰  | ۷۹٬۴۲۴  | ۷۹٬۴۶۹  | ۶۱٬۸۳۲ | ۵۴٬۱۵۷ |
| چاد         | ایریدیمی          | ۲۲٬۹۰۸  | ۲۱٬۹۷۶  | ۲۱٬۰۸۳  | ۲۱٬۳۲۹  | ۱۸٬۸۵۹  | ۱۸٬۱۵۴  | ۱۹٬۵۳۱  | ۱۸٬۲۶۹ | ۱۷٬۳۸۰ |
| کنیا        | کاکوما            | ۱۵۳٬۹۵۹ | ۱۲۸٬۵۴۰ | ۱۰۷٬۲۰۵ | ۸۵٬۸۶۲  | ۶۹٬۸۲۲  | ۶۴٬۷۹۱  | ۵۳٬۰۶۸  | ۶۲٬۴۹۷ | ۹۰٬۴۵۷ |
| سودان       | کیلو۲۶            | ۸٬۳۹۱   | ۸٬۳۰۳   | ۸٬۳۱۰   | ۷٬۶۳۴   | ۷٬۶۰۸   | ۷٬۶۱۰   | ۷٬۱۳۳   | ۱۲٬۶۹۰ | ۱۱٬۴۲۳ |
| چاد         | کونونگو           | ۲۱٬۹۶۰  | ۲۰٬۸۷۶  | ۱۹٬۱۴۳  | ۱۸٬۲۵۱  | ۱۶٬۹۲۷  | ۱۶٬۲۳۷  | ۱۸٬۵۱۴  | ۱۳٬۵۰۰ | ۱۳٬۳۱۵ |
| بنگلادش     | کوتاپالونگ        | ۱۳٬۱۷۶  | ۱۲٬۶۲۶  | ۱۲٬۴۰۴  | ۱۱٬۷۰۶  | ۱۱٬۴۶۹  | ۱۱٬۲۵۱  | ۱۱٬۰۴۷  | ۱۰٬۷۰۸ | ۱۰٬۱۴۴ |
| تایلند      | مایی لا           | ۴۶٬۹۷۸  | ۲۵٬۱۵۶  | ۲۶٬۶۹۰  | ۲۷٬۶۲۹  | ۲۹٬۱۸۸  | ۳۰٬۰۷۳  | ۳۲٬۸۶۲  | ۳۸٬۱۳۰ | ۴۶٬۱۴۸ |
| تایلند      | مایی لا اون       | ۱۲٬۲۴۵  | ۸٬۶۷۵   | ۹٬۶۱۱   | ۱۰٬۲۰۴  | ۱۱٬۹۹۱  | ۱۳٬۸۱۱  | ۱۳٬۴۷۸  | ۱۳٬۴۵۰ | ۱۴٬۳۶۶ |
| تایلند      | مایی لا مااوانگ   | ۱۳٬۸۲۵  | ۸٬۴۲۱   | ۹٬۴۱۴   | ۱۰٬۲۶۹  | ۱۱٬۷۴۹  | ۱۳٬۵۷۱  | ۱۱٬۳۰۴  | ۱۱٬۵۷۸ | ۱۲٬۸۴۰ |
| چاد         | میل               | ۲۱٬۷۲۳  | ۲۰٬۸۱۸  | ۱۹٬۸۲۳  | ۱۸٬۸۵۳  | ۱۷٬۳۸۲  | ۱۴٬۲۲۱  | ۱۷٬۴۷۶  | ۱۶٬۲۰۲ | ۱۵٬۵۵۷ |
| بنگلادش     | نایروبی           | ۱۹٬۱۷۹  | ۱۸٬۲۸۸  | ۱۸٬۰۶۶  | ۱۷٬۷۲۹  | ۱۷٬۵۴۷  | ۱۷٬۰۹۱  | ۱۷٬۰۷۶  | ۱۶٬۶۷۹ | ۱۶٬۰۱۰ |
| تایلند      | نو پو             | ۱۳٬۳۷۲  | ۷٬۹۲۷   | ۱۵٬۷۱۵  | ۱۵٬۹۸۲  | ۹٬۲۶۲   | ۹٬۸۰۰   | ۱۱٬۱۱۳  | ۱۳٬۳۷۷ | ۱۳٬۱۳۱ |
| تانزانیا    | نیاروگوسو         | ۵۷٬۲۶۷  | ۶۸٬۸۸۸  | ۶۸٬۱۳۲  | ۶۳٬۵۵۱  | ۶۲٬۷۲۶  | ۶۲٬۱۸۴  | ۴۹٬۶۲۸  | ۵۰٬۸۴۱ | ۵۲٬۷۱۳ |
| چاد         | اورگاسونی         | ۳۶٬۴۶۶  | ۳۵٬۴۱۵  | ۳۳٬۲۶۷  | ۳۶٬۱۶۸  | ۳۲٬۲۰۶  | ۳۱٬۱۸۹  | ۲۸٬۴۳۰  | ۲۸٬۰۳۵ | ۲۶٬۷۸۶ |
| اتیوپی      | شیملبا            | ۶٬۱۰۶   | ۵٬۸۸۵   | ۶٬۰۳۳   | ۸٬۲۹۵   | ۹٬۱۸۷   | ۱۰٬۱۳۵  | ۱۰٬۶۴۸  | ۱۶٬۰۵۷ | ۱۳٬۰۴۳ |
| هند         | تامیل نادو        | ۶۵٬۰۵۷  | ۶۵٬۶۷۴  | ۶۷٬۱۶۵  | ۶۸٬۱۵۲  | ۶۹٬۹۹۸  | ۷۲٬۸۸۳  | ۷۳٬۲۸۶  | ۷۲٬۹۳۴ | ۶۹٬۶۰۹ |
| چاد         | تولوم             | ۲۹٬۶۸۳  | ۲۸٬۵۰۱  | ۲۷٬۹۴۰  | ۲۷٬۵۸۸  | ۲۴٬۵۰۰  | ۲۶٬۵۳۲  | ۲۴٬۹۳۵  | ۲۳٬۱۳۱ | ۲۲٬۳۵۸ |
| چاد         | ترگویین           | ۲۱٬۸۰۱  | ۲۰٬۹۹۰  | ۱۹٬۹۵۷  | ۱۹٬۰۹۹  | ۱۷٬۸۲۰  | ۱۷٬۰۰۰  | ۱۷٬۲۶۰  | ۱۵٬۷۱۸ | ۱۴٬۹۲۱ |
| سودان       | ام گارگور         | ۱۰٬۲۶۹  | ۱۰٬۱۷۲  | ۸٬۹۴۷   | ۸٬۵۵۰   | ۸٬۶۴۱   | ۸٬۷۱۵   | ۸٬۱۸۰   | ۱۰٬۱۰۴ | ۹٬۸۴۵  |
| تایلند      | اوم پیوم          | ۱۶٬۱۰۹  | ۹٬۸۱۶   | ۱۰٬۵۸۱  | ۱۱٬۰۱۷  | ۱۱٬۷۴۲  | ۱۲٬۴۹۴  | ۱۴٬۰۵۱  | ۱۹٬۳۹۷ | ۱۹٬۴۶۴ |
| سودان       | واد شریف          | ۱۵٬۳۵۷  | ۱۵٬۳۱۸  | ۱۵٬۴۷۲  | ۱۵٬۴۸۱  | ۱۵٬۸۱۹  | ۱۵٬۶۲۶  | ۱۳٬۶۳۶  | ۳۶٬۴۲۹ | ۳۳٬۳۷۱ |
| اتیوپی      | فوگنیدو           | ۵۳٬۲۱۸  | ۴۲٬۰۴۴  | ۳۴٬۲۴۷  | ۲۲٬۶۹۲  | ۲۱٬۷۷۰  | ۲۰٬۲۰۲  | -       | ۱۸٬۷۲۶ | ۲۷٬۱۷۵ |
| چاد         | گاگا              | ۲۴٬۵۹۱  | ۲۳٬۲۳۶  | ۲۲٬۲۶۶  | ۲۱٬۴۷۴  | ۱۹٬۸۸۸  | ۱۹٬۰۴۳  | ۲۰٬۶۷۷  | ۱۷٬۷۰۸ | ۱۲٬۴۰۲ |
| پاکستان     | گهمکول            | ۳۰٬۲۴۱  | ۳۱٬۳۲۶  | ۳۱٬۷۰۱  | ۳۲٬۸۳۰  | ۳۵٬۱۶۹  | ۳۳٬۰۳۳  | ۳۳٬۴۹۹  | ۳۷٬۴۶۲ | -      |
| پاکستان     | گانداف            | ۱۲٬۰۶۸  | ۱۲٬۵۰۸  | ۱۲٬۶۳۲  | ۱۳٬۳۴۶  | ۱۲٬۷۳۱  | ۱۲٬۴۹۷  | ۱۲٬۶۵۹  | ۱۳٬۶۰۹ | -      |
| سودان جنوبی | گندرسا            | ۱۷٬۹۷۵  | ۱۷٬۲۸۹  | ۱۴٬۷۵۸  | -       | -       | -       | -       | -      | -      |
| رواندا      | جیهمب             | ۱۴٬۷۳۵  | -       | ۱۴٬۰۰۶  | ۱۹٬۸۲۷  | ۱۹٬۸۵۳  | ۱۹٬۴۰۷  | ۱۹٬۰۲۷  | ۱۸٬۰۸۱ | ۱۷٬۷۳۲ |
| لیبریا      | بان               | ۵٬۲۵۷   | ۸٬۴۱۲   | ۸٬۸۵۱   | ۵٬۰۲۱   | -       | -       | -       | -      | -      |
| اتیوپی      | بامباسی           | ۱۴٬۲۷۹  | ۱۳٬۳۵۴  | ۱۲٬۱۹۹  | -       | -       | -       | -       | -      | -      |
| پاکستان     | باراکای           | ۲۴٬۷۸۶  | ۲۵٬۹۰۹  | ۲۶٬۷۳۹  | ۲۸٬۰۹۳  | ۳۲٬۰۷۷  | ۲۸٬۵۹۷  | ۲۸٬۸۵۱  | ۳۰٬۲۶۶ | -      |
| اتیوپی      | تونگو             | ۱۱٬۰۷۵  | ۱۰٬۳۹۹  | ۹٬۵۱۸   | ۹٬۶۰۵   | -       | -       | -       | -      | -      |
| چاد         | یارونگو           | -       | -       | ۱۱٬۵۹۴  | ۱۰٬۹۱۶  | ۱۰٬۵۴۴  | ۱۱٬۹۲۵  | ۱۶٬۵۷۳  | ۱۳٬۳۵۲ | ۱۵٬۲۶۰ |
| سودان جنوبی | یوسف باتیل        | ۴۰٬۲۴۰  | ۳۹٬۰۳۳  | ۳۶٬۷۵۴  | -       | -       | -       | -       | -      | -      |
| اردن        | زاتاری            | ۸۴٬۷۷۳  | ۱۴۵٬۲۰۹ | -       | -       | -       | -       | -       | -      | -      |
| پاکستان     | تال               | ۱۲٬۲۴۷  | ۱۲٬۸۴۷  | ۱۲٬۹۷۶  | ۱۳٬۴۶۸  | ۱۵٬۴۱۹  | ۱۵٬۲۶۹  | ۱۵٬۶۰۲  | ۱۷٬۲۶۶ | -      |
| تایلند      | تام هین           | ۷٬۴۰۶   | -       | ۷٬۲۴۲   | ۷٬۱۵۰   | ۴٬۲۸۲   | -       | ۵٬۰۷۸   | ۶٬۰۰۷  | ۷٬۷۶۷  |
| نپال        | تیمای             | -       | -       | -       | -       | ۷٬۰۵۸   | ۸٬۵۵۳   | ۹٬۹۳۵   | ۱۰٬۴۲۱ | ۱۰٬۴۱۳ |
| پاکستان     | تیمر              | ۸٬۶۹۰   | ۸٬۶۰۳   | ۸٬۶۶۵   | ۱۱٬۱۶۱  | ۱۱٬۷۶۴  | ۱۱٬۸۳۹  | ۱۲٬۰۸۰  | ۱۳٬۹۱۹ | -      |
| الجزایر     | تیندوف            | ۹۰٬۰۰۰  | ۹۰٬۰۰۰  | ۹۰٬۰۰۰  | ۹۰٬۰۰۰  | ۹۰٬۰۰۰  | ۹۰٬۰۰۰  | ۹۰٬۰۰۰  | ۹۰٬۰۰۰ | ۹۰٬۰۰۰ |
| پاکستان     | آکورا قدیم        | ۳۴٬۷۸۹  | ۳۶٬۳۸۴  | ۳۶٬۶۹۳  | ۳۷٬۷۳۶  | ۴۲٬۸۷۲  | ۳۷٬۰۱۹  | ۳۷٬۷۵۷  | ۴۱٬۶۴۷ | -      |
| پاکستان     | شامشاتو قدیم      | ۴۸٬۲۶۸  | ۵۲٬۸۳۵  | ۵۳٬۵۷۳  | ۵۴٬۵۰۲  | ۶۱٬۲۰۵  | ۵۸٬۸۰۴  | ۵۸٬۷۷۳  | ۶۶٬۵۵۶ | -      |
| نامیبیا     | اوسیر             | -       | -       | -       | -       | -       | ۸٬۵۰۶   | ۸٬۱۲۲   | ۷٬۷۳۰  | ۶٬۴۸۶  |
| اوگاندا     | پادر              | -       | -       | -       | ۶٬۶۷۷   | ۳۸٬۵۵۰  | ۹۰٬۰۰۰  | ۱۹۶٬۰۰۰ | -      | -      |
| پاکستان     | پادحنا            | ۹٬۳۶۲   | ۹٬۷۷۵   | ۹٬۸۹۲   | ۱۰٬۰۷۵  | ۱۱٬۳۹۳  | ۱۰٬۳۸۰  | ۱۰٬۴۰۳  | ۱۰٬۵۶۴ | -      |
| پاکستان     | پانیان            | ۵۳٬۸۱۶  | ۵۶٬۲۹۵  | ۵۶٬۸۲۰  | ۵۸٬۸۱۹  | ۶۷٬۳۳۲  | ۶۱٬۸۲۲  | ۶۲٬۲۹۳  | ۶۵٬۰۳۳ | -      |
| پاکستان     | پیر الیزای        | ۷٬۶۸۱   | ۹٬۲۰۴   | ۹٬۷۷۱   | ۱۰٬۲۴۳  | ۱۵٬۱۵۷  | ۱۳٬۸۰۲  | ۱۴٬۷۱۰  | ۱۶٬۵۶۳ | -      |
| نپال        | سانیچار           | -       | ۶٬۵۹۹   | ۹٬۲۱۲   | ۱۰٬۱۷۳  | ۱۳٬۶۴۹  | ۱۶٬۷۴۵  | ۲۰٬۱۲۸  | ۲۱٬۳۸۶ | ۲۱٬۲۸۵ |
| پاکستان     | سارانان           | ۱۸٬۲۴۸  | ۲۰٬۷۴۴  | ۲۱٬۲۱۸  | ۲۱٬۹۲۷  | ۲۶٬۷۸۶  | ۲۴٬۱۱۹  | ۲۴٬۲۷۲  | ۲۴٬۶۲۵ | -      |
| سودان       | شاگاراب           | ۳۴٬۰۳۹  | ۳۴٬۱۴۷  | ۳۷٬۴۲۸  | ۲۷٬۸۰۹  | ۲۴٬۱۰۴  | ۱۶٬۵۶۲  | ۱۴٬۹۹۰  | ۲۲٬۷۰۶ | ۲۱٬۹۹۹ |
| اتیوپی      | شدر               | ۱۲٬۲۶۳  | ۱۱٬۲۴۸  | ۱۱٬۸۸۲  | ۱۱٬۳۲۶  | ۱۰٬۴۵۸  | ۷٬۹۶۴   | ۶٬۵۶۷   | -      | -      |
| اتیوپی      | شرکول             | ۱۰٬۱۷۱  | ۹٬۷۳۷   | ۷٬۵۲۷   | ۸٬۹۶۲   | -       | -       | -       | ۸٬۹۸۹  | ۱۳٬۹۵۸ |
| پاکستان     | سرخاب             | ۵٬۷۶۴   | ۷٬۰۱۲   | ۷٬۲۱۴   | ۷٬۴۲۲   | ۱۲٬۳۰۴  | ۱۱٬۷۸۹  | ۱۱٬۸۷۷  | ۱۲٬۲۲۵ | -      |
| بورکینافاسو | منتائو            | ۱۰٬۹۵۳  | ۱۱٬۹۰۷  | ۶٬۹۰۵   | -       | -       | -       | -       | -      | -      |
| تانزانیا    | متابیلا           | -       | -       | -       | ۳۷٬۵۵۴  | ۳۶٬۷۸۹  | ۳۶٬۰۰۹  | ۴۵٬۲۴۷  | ۹۰٬۶۸۰ | -      |
| پاکستان     | موندا             | ۹٬۳۸۸   | ۹٬۹۴۱   | ۱۰٬۱۰۰  | ۱۰٬۳۴۱  | ۱۲٬۷۲۸  | ۱۱٬۲۲۵  | ۱۱٬۳۸۶  | ۱۳٬۲۷۴ | -      |
| بوروندی     | موساسا            | ۷٬۰۰۱   | ۶٬۸۲۹   | ۶٬۵۰۰   | ۶٬۳۳۰   | ۶٬۱۵۳   | ۶٬۵۷۲   | ۵٬۹۸۴   | ۶٬۷۶۴  | -      |
| زامبیا      | موآنگ             | -       | -       | -       | -       | -       | ۵٬۸۲۰   | ۱۴٬۴۲۹  | ۱۷٬۹۱۱ | ۲۱٬۱۷۹ |
| اوگاندا     | ناکیواله          | ۶۶٬۶۹۱  | -       | ۶۴٬۳۷۳  | -       | -       | ۵۲٬۲۴۹  | ۴۲٬۱۱۳  | ۳۳٬۱۷۶ | ۲۵٬۶۹۲ |
| پاکستان     | دورانی جدید       | -       | ۱۴٬۹۷۸  | ۱۲٬۴۳۸  | ۱۴٬۳۹۷  | ۱۰٬۴۵۸  | -       | -       | -      | -      |
| پاکستان     | اوبلان            | ۹٬۰۱۵   | ۹٬۲۹۴   | ۹٬۳۳۱   | ۹٬۴۷۴   | ۱۰٬۰۶۵  | ۹٬۵۶۰   | ۹٬۶۲۴   | ۱۱٬۵۶۴ | -      |
| لیبریا      | پی تی پی          | ۱۵٬۳۰۰  | ۱۲٬۷۳۴  | ۹٬۳۵۳   | -       | -       | -       | -       | -      | -      |
| اوگاندا     | اردوگاه رینو      | ۱۸٬۷۶۲  | -       | ۴٬۲۶۶   | -       | -       | -       | ۵٬۵۸۲   | ۱۴٬۳۲۸ | ۱۸٬۴۹۳ |
| اوگاندا     | اردوگاه رواموانیا | ۵۲٬۴۸۹  | -       | ۲۹٬۷۹۷  | -       | -       | -       | -       | -      | -      |
| لیبریا      | ولبو کوچک         | ۸٬۴۸۱   | ۱۰٬۰۰۹  | ۸٬۳۹۹   | -       | -       | -       | -       | -      | -      |
| تانزانیا    | لوگوفو            | -       | -       | -       | -       | -       | -       | ۲۸٬۹۹۵  | ۴۵٬۳۰۸ | ۷۵٬۲۵۴ |
| تانزانیا    | لوکول             | -       | -       | -       | -       | -       | -       | -       | ۲۵٬۴۹۰ | ۳۹٬۶۸۵ |
| تایلند      | مای نای سول       | ۱۲٬۴۱۴  | ۹٬۷۲۵   | ۱۱٬۷۳۰  | ۱۲٬۲۴۴  | ۱۲٬۲۵۲  | -       | ۱۹٬۳۱۱  | ۱۹٬۱۰۳ | -      |
| اتیوپی      | مای آینی          | ۱۷٬۸۰۸  | ۱۸٬۲۰۷  | ۱۵٬۷۱۵  | ۱۴٬۴۳۲  | ۱۲٬۲۵۵  | ۱۵٬۷۶۲  | -       | -      | -      |
| عراق        | مخمور             | -       | ۱۰٬۵۳۴  | ۱۰٬۵۵۲  | ۱۰٬۲۴۰  | ۱۱٬۱۰۱  | -       | ۱۰٬۹۱۲  | ۱۰٬۷۲۸ | ۱۱٬۹۰۰ |
| موزامبیک    | ماراتان           | -       | ۷٬۷۰۷   | ۷٬۳۹۸   | ۹٬۵۷۶   | ۶٬۶۴۶   | -       | -       | -      | ۵٬۰۱۹  |
| اوگاندا     | ماسیندی           | -       | -       | -       | ۶٬۵۰۰   | ۲۰٬۰۰۰  | ۵۵٬۰۰۰  | ۵۵٬۰۰۰  | -      | -      |
| زامبیا      | مایوک مایکوا      | -       | ۱۱٬۳۶۶  | ۱۰٬۱۱۷  | -       | -       | ۱۰٬۱۸۴  | ۱۰٬۴۷۴  | ۱۰٬۶۶۰ | ۱۰٬۶۳۶ |
| موریتانی    | امبرا             | ۴۸٬۹۱۰  | ۶۶٬۳۹۲  | -       | -       | -       | -       | -       | -      | -      |
| زامبیا      | محبه              | ۸٬۴۱۰   | ۱۷٬۸۰۶  | ۱۷٬۷۰۸  | -       | -       | ۱۴٬۹۷۰  | ۱۵٬۷۶۳  | ۱۳٬۸۹۲ | ۱۳٬۷۳۲ |
| اتیوپی      | مل کادیدا         | ۴۴٬۶۴۵  | ۴۳٬۴۸۰  | ۴۲٬۳۶۵  | ۴۰٬۶۹۶  | ۲۵٬۴۹۱  | -       | -       | -      | -      |
| چاد         | ابقدم             | ۲۱٬۵۷۱  | ۲۱٬۹۱۴  | -       | -       | -       | -       | -       | -      | -      |
| اتیوپی      | ادی هاروش         | ۳۴٬۰۹۰  | ۲۵٬۸۰۱  | ۲۳٬۵۶۲  | ۱۵٬۹۸۲  | ۶٬۹۲۳   | -       | -       | -      | -      |
| اوگاندا     | ادجومانی          | ۹۶٬۹۲۶  | ۱۱٬۹۸۶  | ۹٬۲۷۹   | -       | ۷٬۳۶۵   | ۲۸٬۰۰۰  | ۲۱٬۷۱۴  | ۵۲٬۷۸۴ | ۵۴٬۰۵۱ |
| سودان جنوبی | اجونگ تونگ        | ۱۵٬۰۱۵  | ۶٬۶۹۱   | -       | -       | -       | -       | -       | -      | -      |
| جیبوتی      | علی آده           | ۱۸٬۲۰۸  | ۱۷٬۵۲۳  | ۱۷٬۳۵۴  | ۱۹٬۵۰۰  | ۱۴٬۳۳۳  | -       | ۸٬۹۲۴   | ۶٬۳۷۶  | ۶٬۷۳۹  |
| اوگاندا     | آمورو             | -       | -       | -       | ۶٬۷۷۹   | ۳۵٬۴۷۵  | ۹۸٬۰۰۰  | ۲۳۴٬۰۰۰ | -      | -      |
| اتیوپی      | آوباره / تفریبر   | ۱۲٬۹۶۵  | ۱۳٬۷۵۲  | ۱۳٬۳۳۱  | ۱۳٬۴۲۶  | ۱۳٬۱۲۰  | ۱۲٬۲۹۳  | ۱۱٬۰۴۵  | ۸٬۵۸۱  | -      |
| پاکستان     | آزاخل             | ۲۰٬۱۹۱  | ۲۱٬۱۳۲  | ۲۱٬۲۳۱  | ۲۱٬۳۹۸  | ۲۶٬۳۴۲  | ۲۳٬۹۶۳  | ۲۴٬۲۵۸  | ۲۵٬۶۴۹ | -      |
| اردن        | آزارک             | ۱۱٬۳۱۵  | -       | -       | -       | -       | -       | -       | -      | -      |
| پاکستان     | بادابر            | ۲۳٬۹۱۸  | ۲۵٬۵۸۹  | ۲۶٬۲۲۷  | ۲۸٬۷۲۹  | ۳۱٬۳۴۵  | ۳۰٬۱۰۷  | ۳۰٬۳۲۷  | ۳۶٬۶۱۴ | -      |
| نپال        | بلدانکه یک و دو   | ۱۸٬۳۷۹  | ۲۴٬۳۷۷  | ۳۱٬۹۷۶  | ۳۳٬۸۵۵  | ۳۶٬۷۶۱  | ۴۲٬۱۲۲  | ۵۰٬۳۵۰  | ۵۲٬۹۶۷ | ۵۲٬۹۹۷ |
| چاد         | بلوم              | ۲۶٬۵۲۱  | ۲۳٬۹۴۹  | -       | -       | -       | -       | -       | -      | -      |
| اتیوپی      | بوکولمانیو        | ۴۱٬۶۶۵  | ۴۱٬۶۷۰  | ۴۰٬۴۲۳  | ۳۸٬۵۰۱  | ۱۴٬۹۸۸  | ۲۱٬۷۰۷  | -       | -      | -      |
| غنا         | بودو بورام        | -       | -       | -       | -       | -       | ۱۱٬۳۳۴  | ۱۴٬۹۹۲  | ۲۶٬۱۷۹ | ۳۶٬۱۵۹ |
| اتیوپی      | بورامینو          | ۳۹٬۴۷۱  | ۴۰٬۱۱۴  | ۳۵٬۲۰۷  | -       | -       | -       | -       | -      | -      |
| بوروندی     | بوآگی ریزا        | ۹٬۴۸۰   | ۹٬۲۸۹   | ۱۰٬۱۰۵  | ۶٬۱۵۹   | ۴٬۵۲۶   | ۲٬۸۹۶   |         |        |        |
| نیجر        | آبالا             | ۱۲٬۹۳۸  | ۱۲٬۲۱۶  | ۱۱٬۱۲۶  | -       | -       | -       | -       | -      | -      |
| پاکستان     | چاک دارا          | ۱۰٬۷۰۴  | ۱۱٬۱۸۴  | ۱۱٬۲۴۲  | ۱۳٬۳۵۴  | ۱۸٬۷۵۲  | ۱۶٬۰۶۹  | ۱۶٬۴۲۷  | ۱۷٬۴۲۰ | -      |
| کنیا        | داداب             | ۵۲٬۳۱۰  | ۶۵٬۶۹۳  | ۶۹٬۲۶۹  | ۶۴٬۹۴۵  | -       | -       | -       | -      | -      |
| کنیا        | کامبیوس، داداب    | ۲۱٬۰۳۵  | ۲۰٬۴۳۵  | ۱۸٬۱۲۶  | ۱۰٬۸۳۳  | -       | -       | -       | -      | -      |
| چاد         | دوگدور            | -       | -       | ۱۹٬۵۰۰  | ۱۹٬۵۰۰  | ۱۹٬۵۰۰  | -       | -       | -      | -      |
| سودان جنوبی | دورو              | ۵۰٬۰۸۷  | ۴۷٬۴۲۲  | -       | ۲۸٬۷۰۹  | -       | -       | -       | -      | -      |
| چاد         | دوسی              | ۲۱٬۵۲۲  | ۱۵٬۷۶۶  | ۹٬۹۲۲   | ۹٬۷۲۴   | ۹٬۴۳۳   | ۹٬۶۰۷   | ۸٬۵۵۶   | ۶٬۱۵۸  | ۲٬۲۷۷  |
| پاکستان     | جنگل گریدی        | ۱۷٬۳۷۶  | ۲۲٬۰۶۵  | ۲۲٬۳۴۰  | ۲۲٬۷۴۰  | ۳۱٬۶۴۲  | ۲۹٬۷۱۶  | ۲۹٬۷۱۷  | ۲۹٬۷۸۳ | -      |
| نپال        | گولد هاپ          | -       | -       | -       | -       | ۴٬۷۶۴   | ۶٬۳۵۶   | ۸٬۳۱۵   | ۹٬۶۹۴  | ۹٬۶۰۲  |
| بورکینافاسو | گودبو             | ۹٬۴۰۳   | ۹٬۲۸۷   | ۴٬۹۴۳   | -       | -       | -       | -       | -      | -      |
| چاد         | گز آمر            | ۳۱٬۴۷۷  | ۳۰٬۱۰۵  | ۲۷٬۰۹۱  | ۲۵٬۸۴۱  | ۲۴٬۶۰۸  | ۲۱٬۴۴۹  | ۲۱٬۶۴۰  | ۲۰٬۰۹۷ | ۱۹٬۲۶۱ |
| چاد         | گز بیدا           | -       | -       | ۶۰٬۵۰۰  | ۷۳٬۰۰۰  | ۷۳٬۰۰۰  | -       | -       | -      | -      |
| اوگاندا     | گولو              | -       | -       | -       | -       | ۹٬۰۴۳   | ۴۴٬۰۰۰  | ۱۵۶٬۰۰۰ | -      | -      |
| یمن         | المازارک          | -       | ۱۲٬۴۱۶  | ۱۲٬۳۰۸  | ۱۲٬۰۷۵  | -       | -       | -       | -      | -      |
| اتیوپی      | هیلاوین           | ۳۸٬۸۹۰  | ۳۷٬۳۰۵  | ۳۰٬۹۶۰  | ۲۵٬۷۴۷  | -       | -       | -       | -      | -      |
| اتیوپی      | هیتساتس           | ۳۳٬۲۳۵  | ۱۰٬۲۲۶  | -       | -       | -       | -       | -       | -      | -      |
| اوگاندا     | ایمپوی            | -       | -       | -       | -       | -       | -       | ۷٬۴۵۳   | ۲۲٬۰۶۱ | ۲۳٬۳۳۱ |
| نیجر        | اینتیکان          | ۱۲٬۷۳۸  | ۱۱٬۲۲۱  | -       | -       | -       | -       | -       | -      | -      |
| سری‌لانکا    | جافینا            | -       | -       | -       | ۶٬۴۳۶   | ۹٬۱۰۸   | -       | -       | ۱۰٬۵۲۲ | -      |
| پاکستان     | جلاله             | ۱۲٬۹۶۸  | ۱۳٬۲۷۸  | ۱۳٬۴۲۱  | ۱۴٬۰۴۲  | ۱۶٬۰۹۴  | ۱۳٬۸۵۴  | ۱۴٬۱۱۵  | ۱۶٬۱۶۰ | -      |
| اتیوپی      | کوبی              | ۳۹٬۲۱۴  | ۳۶٬۴۸۸  | ۳۱٬۶۵۶  | ۲۶٬۰۳۳  | -       | -       | -       | -      | -      |
| پاکستان     | کوجا              | ۸٬۴۰۴   | ۸٬۷۳۸   | ۸٬۸۹۳   | ۹٬۲۱۶   | ۹٬۱۸۳   | ۹٬۲۶۴   | ۱۰٬۴۵۸  | ۱۰٬۷۶۶ | -      |
| پاکستان     | کوت چاندرا        | ۱۳٬۷۹۶  | ۱۴٬۶۶۴  | ۱۴٬۸۸۹  | ۱۵٬۱۰۰  | ۱۷٬۷۸۷  | ۱۵٬۰۱۲  | ۱۵٬۰۳۷  | ۱۵٬۱۳۰ | -      |
| اتیوپی      | کوله              | ۴۶٬۳۱۴  | -       | -       | -       | -       | -       | -       | -      | -      |
| پاکستان     | جالوزال           | -       | ۲۲٬۰۷۶  | ۵۷٬۷۷۱  | ۳۲٬۴۹۹  | ۱۰۰٬۷۴۸ | ۳۰٬۹۵۵  | ۳۲٬۱۵۵  | ۸۳٬۶۱۶ | -      |
| پاکستان     | کبابیان           | ۱۱٬۰۴۴  | ۱۱٬۶۶۴  | ۱۲٬۱۶۷  | ۱۲٬۵۰۴  | ۱۳٬۲۱۴  | ۱۲٬۳۳۵  | ۱۱٬۲۹۱  | ۱۴٬۷۲۹ | -      |
| پاکستان     | کاچا کاری         | -       | -       | -       | -       | -       | ۲۸٬۳۶۵  | ۲۴٬۵۵۴  | ۲۶٬۷۲۱ | -      |
| زامبیا      | کالا              | -       | -       | -       | -       | -       | -       | ۱۲٬۷۶۸  | ۱۶٬۸۷۷ | ۱۹٬۱۴۳ |
| سودان جنوبی | کایا              | ۲۱٬۹۱۸  | ۱۸٬۷۸۸  | -       | -       | -       | -       | -       | -      | -      |
| اوگاندا     | کایکا دو          | ۲۲٬۶۱۶  | -       | ۱۸٬۰۵۵  | -       | -       | ۱۷٬۴۴۲  | ۱۴٬۷۵۰  | ۱۸٬۲۲۹ | ۱۶٬۴۱۰ |
| اتیوپی      | کبریل بیاه        | -       | ۱۵٬۷۸۸  | ۱۶٬۰۰۹  | ۱۶٬۴۰۸  | ۱۶٬۶۰۱  | ۱۶٬۴۹۶  | ۱۶٬۱۳۲  | ۱۶٬۸۷۹ | ۱۶٬۳۹۹ |
| ایران       | رفسنجان           | -       | -       | -       | -       | ۶٬۸۵۲   | ۶٬۶۳۰   | -       | -      | ۱۲٬۷۱۵ |
| پاکستان     | خاکی              | ۱۴٬۱۰۱  | ۱۴٬۶۹۸  | ۱۴٬۹۳۹  | ۱۵٬۷۶۸  | ۱۶٬۲۲۱  | ۱۵٬۹۳۳  | ۱۶٬۰۱۰  | ۱۶٬۲۶۷ | -      |
| نپال        | خوندوناباری       | -       | -       | -       | ۹٬۰۳۲   | ۱۱٬۰۶۷  | ۱۲٬۰۵۴  | ۱۳٬۲۵۴  | ۱۳٬۲۲۶ | ۱۳٬۵۰۶ |
| بوروندی     | کیناما            | ۹٬۷۹۶   | ۹٬۷۵۹   | ۹٬۴۸۰   |         |         | ۹٬۳۶۹   | ۸٬۴۴۷   | -      | -      |
| اوگاندا     | کیتگام            | -       | -       | -       | ۷٬۰۷۰   | ۱۲٬۲۹۰  | ۱۲۲٬۰۰۰ | ۱۶۴٬۰۰۰ | -      | -      |
| رواندا      | کیزیبا            | -       | -       | ۱۵٬۹۲۷  | ۱۸٬۹۱۹  | ۱۸٬۸۸۸  | ۱۸٬۶۹۳  | ۱۸٬۳۲۳  | ۱۸٬۱۳۰ | ۱۷٬۹۷۸ |
| پاکستان     | خیرآباد کوند      | -       | -       | ۱۲٬۹۶۱  | ۱۲٬۹۲۱  | ۱۱٬۸۳۹  | ۱۱٬۶۶۹  | ۱۱٬۶۸۶  | ۱۴٬۶۷۴ | -      |
| اوگاندا     | کیانگوالی         | ۴۰٬۰۲۳  | -       | ۲۱٬۲۸۰  | -       | -       | ۲۰٬۶۰۶  | ۱۳٬۴۳۴  | ۲۰٬۱۰۹ | ۱۹٬۱۳۲ |
| گینه        | لاینه             | -       | -       | -       | -       | ۴٬۱۸۷   | -       | -       | ۵٬۱۸۵  | ۱۱٬۴۰۶ |
| اتیوپی      | لیتچور            | ۴۷٬۷۱۱  | -       | -       | -       | -       | -       | -       | -      | -      |
| بوتسوانا    | دوکوه             | ۲٬۸۳۳   | -       | -       | -       | -       | -       | -       | -      | -      |